# Abdulaziz al-Chathran
Abdulaziz Mohammed al-Chathran (arabisch عبد العزيز محمد الخثران, DMG ʿAbdu 'l-ʿAzīz Muḥammad al-Ḫaṯrān, nach englischer Umschrift Abdulaziz Al-Khathran; * 31. Juli 1973) ist ein ehemaliger saudi-arabischer Fußballspieler. Er gewann zweimal die saudi-arabische Meisterschaft und nahm an den Weltmeisterschaften 2002 sowie 2006 teil.

## Karriere
Abdulaziz al-Chathran spielte Anfang des Jahrtausends in Dammam bei al-Shabab, wo er für das Nationalteam entdeckt wurde. Bei der Weltmeisterschaft 2002 war er gesetzt und bei allen drei Vorrundenspielen dabei, in denen die Mannschaft schwer enttäuschte. Danach wurde das Team umgebaut und al-Chathran war zunächst nicht mehr im Kader.
In der Liga wechselte er nach dem Turnier zum Riader Spitzenteam al-Hilal, mit dem er 2005 die Meisterschaft und den Landespokal gewann. 2005 fand er bei der Qualifikation für die Fußball-Weltmeisterschaft 2006 in Deutschland erneut Berücksichtigung in der Nationalmannschaft und stand erneut im WM-Aufgebot Saudi-Arabiens. Bei seiner zweiten WM gehörte er zu den ältesten Teilnehmern des Teams und kam zweimal zum Einsatz. Im Jahr 2008 gewann er mit al-Hilal erneut das Double. Nach der Meisterschaft 2009 verließ er den Klub und schloss sich al-Wahda in seiner Heimatstadt an. Zwei Jahre später wechselte er zu al-Kawkab FC in die zweite saudi-arabische Liga, wo er im Jahr 2013 seine Laufbahn beendete.

## Titel / Erfolge
- Saudi-arabischer Meister: 2005, 2008 (al-Hilal)
- Saudi-arabischer Pokalsieger: 1996, 1999 (al-Shabab), 2005, 2006, 2008, 2009 (al-Hilal)